# Omazići
Omazići so naselje v občini Banovići, Bosna in Hercegovina. 

## Deli naselja
Beširovići, Čolići, Durakovići, Gutići, Hasanovići in Omazići.

## Prebivalstvo
| Pregled števila prebivalcev po letih | Pregled števila prebivalcev po letih | Pregled števila prebivalcev po letih | Pregled števila prebivalcev po letih | Pregled števila prebivalcev po letih | Pregled števila prebivalcev po letih |
| ------------------------------------ | ------------------------------------ | ------------------------------------ | ------------------------------------ | ------------------------------------ | ------------------------------------ |
| 1948                                 | 1953                                 | 1961                                 | 1971                                 | 1981                                 | 1991                                 |
| -                                    | -                                    | -                                    | 1.222                                | 1.203                                | 1.248                                |

| Narodna sestava prebivalstva po letih                                                                                          | Narodna sestava prebivalstva po letih                                                                                          | Narodna sestava prebivalstva po letih                                                                                              |
| --- | --- | --- |
| 1971 | 1981 | 1991 |
| . skupaj: 1.222 Muslimani 1.212 (99,18 %) Srbi 3 (0,24 %) Hrvati 1 (0,08 %) Jugoslovani 2 (0,16 %) drugi in neznano 4 (0,32 %) | . skupaj: 1.203 Muslimani 1.195 (99,33 %) Srbi 2 (0,16 %) Hrvati 1 (0,08 %) Jugoslovani 4 (0,33 %) drugi in neznano 1 (0,08 %) | . skupaj: 1.248 Muslimani 1.092 (87,50 %) Srbi 2 (0,16 %) Hrvati 1 (0,08 %) Jugoslovani 135 (10,81 %) drugi in neznano 18 (1,44 %) |